# De la estupidez a la locura
De la estupidez a la locura, subtitulado como Crónicas para el futuro que nos espera y también Cómo vivir en un mundo sin rumbo (título original, en italiano, Pape Satàn aleppe: cronache di una società liquida) es el primer libro póstumo del escritor Umberto Eco (1932-2016), publicado originalmente en 2016 por la editorial italiana La nave di Teseo, y traducido al castellano en octubre de ese mismo año por Helena Lozano Miralles y Maria Pons Irazázabal, para la editorial española Lumen, del grupo Penguin Random House.
El libro corresponde a una recopilación de crónicas breves, escritas por el autor en la prensa durante el siglo XXI, seleccionadas por él mismo antes de morir, en las que reflexiona de manera crítica acerca de temas contingentes tales como el poder o el consumismo.

## Estructura
El libro está precedido por un prólogo, al que le suceden quince capítulos, cada uno dividido en varias crónicas, que finalizan con el año en que fueron publicadas en prensa. Al final se incluye una lista con 33 «obras de consulta».

## Contenido
| Capítulo                           | Artículos                                              | Año  | Argumento general |
| ---------------------------------- | ------------------------------------------------------ | ---- | --- |
| «La sociedad líquida»              | —                                                      | 2015 | Prólogo sobre el concepto de «sociedad líquida» de Zygmunt Bauman, que sugiere el fin de la postmodernidad. |
| «A paso de cangrejo»               | Católicos estilo libre y laicos santurrones            | 2000 | De cómo el presente y el futuro inmediato van adquiriendo reminiscencias del pasado. |
| «A paso de cangrejo»               | ¿Realmente hemos inventado muchas cosas?               | 2000 | De cómo el presente y el futuro inmediato van adquiriendo reminiscencias del pasado. |
| «A paso de cangrejo»               | ¡Atrás a todo vapor!                                   | 2008 | De cómo el presente y el futuro inmediato van adquiriendo reminiscencias del pasado. |
| «A paso de cangrejo»               | Renazco, renazco en 1940                               | 2008 | De cómo el presente y el futuro inmediato van adquiriendo reminiscencias del pasado. |
| «A paso de cangrejo»               | Abajo «Itaglia»                                        | 2008 | De cómo el presente y el futuro inmediato van adquiriendo reminiscencias del pasado. |
| «Ser vistos»                       | Saludar con la manita                                  | 2002 | Sobre la actual necesidad irracional de adquirir notoriedad en los medios, sea para bien o para mal. |
| «Ser vistos»                       | Dios es testigo de que soy tonto...                    | 2010 | Sobre la actual necesidad irracional de adquirir notoriedad en los medios, sea para bien o para mal. |
| «Ser vistos»                       | ¿Por qué solo la Virgen?                               | 2012 | Sobre la actual necesidad irracional de adquirir notoriedad en los medios, sea para bien o para mal. |
| «Ser vistos»                       | Tuiteo, luego existo                                   | 2013 | Sobre la actual necesidad irracional de adquirir notoriedad en los medios, sea para bien o para mal. |
| «Ser vistos»                       | La pérdida de privacidad                               | 2014 | Sobre la actual necesidad irracional de adquirir notoriedad en los medios, sea para bien o para mal. |
| «Los viejos y los jóvenes»         | Esperanza de vida                                      | 2003 | Sobre el dramático aumento en la esperanza de vida y el consecuente desequilibrio entre ancianos y la nueva clase trabajadora, conformada por jóvenes menos mesurados y más confundidos y aislados de la realidad. |
| «Los viejos y los jóvenes»         | ¿Lo bello es feo y lo feo es bello?                    | 2006 | Sobre el dramático aumento en la esperanza de vida y el consecuente desequilibrio entre ancianos y la nueva clase trabajadora, conformada por jóvenes menos mesurados y más confundidos y aislados de la realidad. |
| «Los viejos y los jóvenes»         | Trece años mal empleados                               | 2007 | Sobre el dramático aumento en la esperanza de vida y el consecuente desequilibrio entre ancianos y la nueva clase trabajadora, conformada por jóvenes menos mesurados y más confundidos y aislados de la realidad. |
| «Los viejos y los jóvenes»         | Érase una vez Churchill                                | 2008 | Sobre el dramático aumento en la esperanza de vida y el consecuente desequilibrio entre ancianos y la nueva clase trabajadora, conformada por jóvenes menos mesurados y más confundidos y aislados de la realidad. |
| «Los viejos y los jóvenes»         | Cómo matar a los jóvenes y obtener un beneficio mutuo  | 2011 | Sobre el dramático aumento en la esperanza de vida y el consecuente desequilibrio entre ancianos y la nueva clase trabajadora, conformada por jóvenes menos mesurados y más confundidos y aislados de la realidad. |
| «Los viejos y los jóvenes»         | Pobres Bersaglieri                                     | 2011 | Sobre el dramático aumento en la esperanza de vida y el consecuente desequilibrio entre ancianos y la nueva clase trabajadora, conformada por jóvenes menos mesurados y más confundidos y aislados de la realidad. |
| «Los viejos y los jóvenes»         | Una generación de alienígenas                          | 2011 | Sobre el dramático aumento en la esperanza de vida y el consecuente desequilibrio entre ancianos y la nueva clase trabajadora, conformada por jóvenes menos mesurados y más confundidos y aislados de la realidad. |
| «Online»                           | Mis sosias en el correo electrónico                    | 2000 | Sobre la desconfianza que suscita Internet sobre diversos aspectos sociales tales como la identidad, la democracia, la seguridad, la censura, la educación, la información, la calidad literaria, la sexualidad y el poder. |
| «Online»                           | Cómo elegir presidente                                 | 2000 | Sobre la desconfianza que suscita Internet sobre diversos aspectos sociales tales como la identidad, la democracia, la seguridad, la censura, la educación, la información, la calidad literaria, la sexualidad y el poder. |
| «Online»                           | El hacker es fundamental para el sistema               | 2000 | Sobre la desconfianza que suscita Internet sobre diversos aspectos sociales tales como la identidad, la democracia, la seguridad, la censura, la educación, la información, la calidad literaria, la sexualidad y el poder. |
| «Online»                           | ¿Demasiado internet? Pero en China...                  | 2000 | Sobre la desconfianza que suscita Internet sobre diversos aspectos sociales tales como la identidad, la democracia, la seguridad, la censura, la educación, la información, la calidad literaria, la sexualidad y el poder. |
| «Online»                           | El libro de texto como maestro                         | 2004 | Sobre la desconfianza que suscita Internet sobre diversos aspectos sociales tales como la identidad, la democracia, la seguridad, la censura, la educación, la información, la calidad literaria, la sexualidad y el poder. |
| «Online»                           | Cómo copiar de internet                                | 2006 | Sobre la desconfianza que suscita Internet sobre diversos aspectos sociales tales como la identidad, la democracia, la seguridad, la censura, la educación, la información, la calidad literaria, la sexualidad y el poder. |
| «Online»                           | ¿Adónde enviamos a los poetas?                         | 2006 | Sobre la desconfianza que suscita Internet sobre diversos aspectos sociales tales como la identidad, la democracia, la seguridad, la censura, la educación, la información, la calidad literaria, la sexualidad y el poder. |
| «Online»                           | ¿Para qué sirve el profesor?                           | 2007 | Sobre la desconfianza que suscita Internet sobre diversos aspectos sociales tales como la identidad, la democracia, la seguridad, la censura, la educación, la información, la calidad literaria, la sexualidad y el poder. |
| «Online»                           | Quinto poder                                           | 2010 | Sobre la desconfianza que suscita Internet sobre diversos aspectos sociales tales como la identidad, la democracia, la seguridad, la censura, la educación, la información, la calidad literaria, la sexualidad y el poder. |
| «Online»                           | Apostilla                                              | 2015 | Sobre la desconfianza que suscita Internet sobre diversos aspectos sociales tales como la identidad, la democracia, la seguridad, la censura, la educación, la información, la calidad literaria, la sexualidad y el poder. |
| «Online»                           | Entre dogmatismo y falibilismo                         | 2010 | Sobre la desconfianza que suscita Internet sobre diversos aspectos sociales tales como la identidad, la democracia, la seguridad, la censura, la educación, la información, la calidad literaria, la sexualidad y el poder. |
| «Online»                           | Marina, Marina, Marina                                 | 2013 | Sobre la desconfianza que suscita Internet sobre diversos aspectos sociales tales como la identidad, la democracia, la seguridad, la censura, la educación, la información, la calidad literaria, la sexualidad y el poder. |
| «Online»                           | Esos putos rayos cósmicos                              | 2013 | Sobre la desconfianza que suscita Internet sobre diversos aspectos sociales tales como la identidad, la democracia, la seguridad, la censura, la educación, la información, la calidad literaria, la sexualidad y el poder. |
| «Sobre los teléfonos móviles»      | El móvil reconsiderado                                 | 2005 | Reflexiones filosóficas sobre los teléfonos móviles e inteligentes, y críticas sobre su uso excesivo. |
| «Sobre los teléfonos móviles»      | Tragarse el móvil                                      | 2008 | Reflexiones filosóficas sobre los teléfonos móviles e inteligentes, y críticas sobre su uso excesivo. |
| «Sobre los teléfonos móviles»      | Una tarta de fresas y nata                             | 2012 | Reflexiones filosóficas sobre los teléfonos móviles e inteligentes, y críticas sobre su uso excesivo. |
| «Sobre los teléfonos móviles»      | Evolución: todo con una sola mano                      | 2013 | Reflexiones filosóficas sobre los teléfonos móviles e inteligentes, y críticas sobre su uso excesivo. |
| «Sobre los teléfonos móviles»      | El teléfono móvil y la reina de Blancanieves           | 2015 | Reflexiones filosóficas sobre los teléfonos móviles e inteligentes, y críticas sobre su uso excesivo. |
| «Sobre los complots»               | ¿Dónde está la Garganta Profunda?                      | 2007 | Escepticismo hacia las teorías de conspiración tales como las del atentado de las Torres Gemelas o las referentes a los jesuitas, así como hacia los astrólogos y adivinos. |
| «Sobre los complots»               | Conspiraciones y tramas                                | 2007 | Escepticismo hacia las teorías de conspiración tales como las del atentado de las Torres Gemelas o las referentes a los jesuitas, así como hacia los astrólogos y adivinos. |
| «Sobre los complots»               | Una buena Compañía                                     | 2008 | Escepticismo hacia las teorías de conspiración tales como las del atentado de las Torres Gemelas o las referentes a los jesuitas, así como hacia los astrólogos y adivinos. |
| «Sobre los complots»               | A ver si lo adivinas                                   | 2010 | Escepticismo hacia las teorías de conspiración tales como las del atentado de las Torres Gemelas o las referentes a los jesuitas, así como hacia los astrólogos y adivinos. |
| «Sobre los complots»               | No crean en las coincidencias                          | 2011 | Escepticismo hacia las teorías de conspiración tales como las del atentado de las Torres Gemelas o las referentes a los jesuitas, así como hacia los astrólogos y adivinos. |
| «Sobre los complots»               | El complot sobre los complots                          | 2014 | Escepticismo hacia las teorías de conspiración tales como las del atentado de las Torres Gemelas o las referentes a los jesuitas, así como hacia los astrólogos y adivinos. |
| «Sobre los medios de comunicación» | La hipnosis radiofónica                                | 2000 | Sobre cómo los medios tienden a simplificar la realidad y homogeneizarlo todo. Críticas a la televisión y al capitalismo de los medios, especialmente en cuanto a la calidad de los programas, la prensa y la propaganda. Defensa de ciertos medios de comunicación de su juventud, como la radiofonía, la novela negra o las historietas en su edad de oro. |
| «Sobre los medios de comunicación» | ¿Compraremos paquetes de silencio?                     | 2000 | Sobre cómo los medios tienden a simplificar la realidad y homogeneizarlo todo. Críticas a la televisión y al capitalismo de los medios, especialmente en cuanto a la calidad de los programas, la prensa y la propaganda. Defensa de ciertos medios de comunicación de su juventud, como la radiofonía, la novela negra o las historietas en su edad de oro. |
| «Sobre los medios de comunicación» | Hay dos Grandes Hermanos                               | 2000 | Sobre cómo los medios tienden a simplificar la realidad y homogeneizarlo todo. Críticas a la televisión y al capitalismo de los medios, especialmente en cuanto a la calidad de los programas, la prensa y la propaganda. Defensa de ciertos medios de comunicación de su juventud, como la radiofonía, la novela negra o las historietas en su edad de oro. |
| «Sobre los medios de comunicación» | Roberta                                                | 2000 | Sobre cómo los medios tienden a simplificar la realidad y homogeneizarlo todo. Críticas a la televisión y al capitalismo de los medios, especialmente en cuanto a la calidad de los programas, la prensa y la propaganda. Defensa de ciertos medios de comunicación de su juventud, como la radiofonía, la novela negra o las historietas en su edad de oro. |
| «Sobre los medios de comunicación» | La misión de la novela policíaca                       | 2001 | Sobre cómo los medios tienden a simplificar la realidad y homogeneizarlo todo. Críticas a la televisión y al capitalismo de los medios, especialmente en cuanto a la calidad de los programas, la prensa y la propaganda. Defensa de ciertos medios de comunicación de su juventud, como la radiofonía, la novela negra o las historietas en su edad de oro. |
| «Sobre los medios de comunicación» | Los aliados de Bin Laden                               | 2001 | Sobre cómo los medios tienden a simplificar la realidad y homogeneizarlo todo. Críticas a la televisión y al capitalismo de los medios, especialmente en cuanto a la calidad de los programas, la prensa y la propaganda. Defensa de ciertos medios de comunicación de su juventud, como la radiofonía, la novela negra o las historietas en su edad de oro. |
| «Sobre los medios de comunicación» | Ir al mismo sitio                                      | 2001 | Sobre cómo los medios tienden a simplificar la realidad y homogeneizarlo todo. Críticas a la televisión y al capitalismo de los medios, especialmente en cuanto a la calidad de los programas, la prensa y la propaganda. Defensa de ciertos medios de comunicación de su juventud, como la radiofonía, la novela negra o las historietas en su edad de oro. |
| «Sobre los medios de comunicación» | Mandrache, ¿héroe italiano?                            | 2002 | Sobre cómo los medios tienden a simplificar la realidad y homogeneizarlo todo. Críticas a la televisión y al capitalismo de los medios, especialmente en cuanto a la calidad de los programas, la prensa y la propaganda. Defensa de ciertos medios de comunicación de su juventud, como la radiofonía, la novela negra o las historietas en su edad de oro. |
| «Sobre los medios de comunicación» | Minculpop y ombligo                                    | 2003 | Sobre cómo los medios tienden a simplificar la realidad y homogeneizarlo todo. Críticas a la televisión y al capitalismo de los medios, especialmente en cuanto a la calidad de los programas, la prensa y la propaganda. Defensa de ciertos medios de comunicación de su juventud, como la radiofonía, la novela negra o las historietas en su edad de oro. |
| «Sobre los medios de comunicación» | «¿El público le hace daño a la televisión?»            | 2004 | Sobre cómo los medios tienden a simplificar la realidad y homogeneizarlo todo. Críticas a la televisión y al capitalismo de los medios, especialmente en cuanto a la calidad de los programas, la prensa y la propaganda. Defensa de ciertos medios de comunicación de su juventud, como la radiofonía, la novela negra o las historietas en su edad de oro. |
| «Sobre los medios de comunicación» | Ser testimonio de sí mismo                             | 2005 | Sobre cómo los medios tienden a simplificar la realidad y homogeneizarlo todo. Críticas a la televisión y al capitalismo de los medios, especialmente en cuanto a la calidad de los programas, la prensa y la propaganda. Defensa de ciertos medios de comunicación de su juventud, como la radiofonía, la novela negra o las historietas en su edad de oro. |
| «Sobre los medios de comunicación» | El crimen nuestro de cada día                          | 2005 | Sobre cómo los medios tienden a simplificar la realidad y homogeneizarlo todo. Críticas a la televisión y al capitalismo de los medios, especialmente en cuanto a la calidad de los programas, la prensa y la propaganda. Defensa de ciertos medios de comunicación de su juventud, como la radiofonía, la novela negra o las historietas en su edad de oro. |
| «Sobre los medios de comunicación» | Quizá Agamenón era peor que Bush                       | 2007 | Sobre cómo los medios tienden a simplificar la realidad y homogeneizarlo todo. Críticas a la televisión y al capitalismo de los medios, especialmente en cuanto a la calidad de los programas, la prensa y la propaganda. Defensa de ciertos medios de comunicación de su juventud, como la radiofonía, la novela negra o las historietas en su edad de oro. |
| «Sobre los medios de comunicación» | ¡Fuera las calles!                                     | 2008 | Sobre cómo los medios tienden a simplificar la realidad y homogeneizarlo todo. Críticas a la televisión y al capitalismo de los medios, especialmente en cuanto a la calidad de los programas, la prensa y la propaganda. Defensa de ciertos medios de comunicación de su juventud, como la radiofonía, la novela negra o las historietas en su edad de oro. |
| «Sobre los medios de comunicación» | Barcos y tetas                                         | 2009 | Sobre cómo los medios tienden a simplificar la realidad y homogeneizarlo todo. Críticas a la televisión y al capitalismo de los medios, especialmente en cuanto a la calidad de los programas, la prensa y la propaganda. Defensa de ciertos medios de comunicación de su juventud, como la radiofonía, la novela negra o las historietas en su edad de oro. |
| «Sobre los medios de comunicación» | Alto medio bajo                                        | 2010 | Sobre cómo los medios tienden a simplificar la realidad y homogeneizarlo todo. Críticas a la televisión y al capitalismo de los medios, especialmente en cuanto a la calidad de los programas, la prensa y la propaganda. Defensa de ciertos medios de comunicación de su juventud, como la radiofonía, la novela negra o las historietas en su edad de oro. |
| «Sobre los medios de comunicación» | «Intelectualmente hablando»                            | 2011 | Sobre cómo los medios tienden a simplificar la realidad y homogeneizarlo todo. Críticas a la televisión y al capitalismo de los medios, especialmente en cuanto a la calidad de los programas, la prensa y la propaganda. Defensa de ciertos medios de comunicación de su juventud, como la radiofonía, la novela negra o las historietas en su edad de oro. |
| «Sobre los medios de comunicación» | Investigados y groseros                                | 2012 | Sobre cómo los medios tienden a simplificar la realidad y homogeneizarlo todo. Críticas a la televisión y al capitalismo de los medios, especialmente en cuanto a la calidad de los programas, la prensa y la propaganda. Defensa de ciertos medios de comunicación de su juventud, como la radiofonía, la novela negra o las historietas en su edad de oro. |
| «Sobre los medios de comunicación» | ¿Agitado o mezclado?                                   | 2013 | Sobre cómo los medios tienden a simplificar la realidad y homogeneizarlo todo. Críticas a la televisión y al capitalismo de los medios, especialmente en cuanto a la calidad de los programas, la prensa y la propaganda. Defensa de ciertos medios de comunicación de su juventud, como la radiofonía, la novela negra o las historietas en su edad de oro. |
| «Sobre los medios de comunicación» | Demasiadas fechas para Nero Wolfe                      | 2014 | Sobre cómo los medios tienden a simplificar la realidad y homogeneizarlo todo. Críticas a la televisión y al capitalismo de los medios, especialmente en cuanto a la calidad de los programas, la prensa y la propaganda. Defensa de ciertos medios de comunicación de su juventud, como la radiofonía, la novela negra o las historietas en su edad de oro. |
| «Sobre los medios de comunicación» | El tiempo y la historia                                | 2015 | Sobre cómo los medios tienden a simplificar la realidad y homogeneizarlo todo. Críticas a la televisión y al capitalismo de los medios, especialmente en cuanto a la calidad de los programas, la prensa y la propaganda. Defensa de ciertos medios de comunicación de su juventud, como la radiofonía, la novela negra o las historietas en su edad de oro. |
| «Distintas formas de racismo»      | Filosofar en femenino                                  | 2003 | Sobre el machismo histórico y contemporáneo, especialmente presente en la religión; del antisemitismo en Europa y el mundo árabe; discriminaciones a judíos, masones, cristianos, musulmanes, laicos y rumanos, y entre italianos, europeos, inmigrantes, israelitas y palestinos. |
| «Distintas formas de racismo»      | ¿Dónde está el antisemitismo?                          | 2003 | Sobre el machismo histórico y contemporáneo, especialmente presente en la religión; del antisemitismo en Europa y el mundo árabe; discriminaciones a judíos, masones, cristianos, musulmanes, laicos y rumanos, y entre italianos, europeos, inmigrantes, israelitas y palestinos. |
| «Distintas formas de racismo»      | ¿Quién ha dicho que hay que cubrirse con un velo?      | 2006 | Sobre el machismo histórico y contemporáneo, especialmente presente en la religión; del antisemitismo en Europa y el mundo árabe; discriminaciones a judíos, masones, cristianos, musulmanes, laicos y rumanos, y entre italianos, europeos, inmigrantes, israelitas y palestinos. |
| «Distintas formas de racismo»      | Judíos, masones y radical chic                         | 2007 | Sobre el machismo histórico y contemporáneo, especialmente presente en la religión; del antisemitismo en Europa y el mundo árabe; discriminaciones a judíos, masones, cristianos, musulmanes, laicos y rumanos, y entre italianos, europeos, inmigrantes, israelitas y palestinos. |
| «Distintas formas de racismo»      | Las contradicciones del antisemita                     | 2009 | Sobre el machismo histórico y contemporáneo, especialmente presente en la religión; del antisemitismo en Europa y el mundo árabe; discriminaciones a judíos, masones, cristianos, musulmanes, laicos y rumanos, y entre italianos, europeos, inmigrantes, israelitas y palestinos. |
| «Distintas formas de racismo»      | Malditos rumanos                                       | 2009 | Sobre el machismo histórico y contemporáneo, especialmente presente en la religión; del antisemitismo en Europa y el mundo árabe; discriminaciones a judíos, masones, cristianos, musulmanes, laicos y rumanos, y entre italianos, europeos, inmigrantes, israelitas y palestinos. |
| «Distintas formas de racismo»      | ¡Qué vergüenza, no tenemos enemigos!                   | 2009 | Sobre el machismo histórico y contemporáneo, especialmente presente en la religión; del antisemitismo en Europa y el mundo árabe; discriminaciones a judíos, masones, cristianos, musulmanes, laicos y rumanos, y entre italianos, europeos, inmigrantes, israelitas y palestinos. |
| «Distintas formas de racismo»      | ¿Boicoteamos a los latinistas israelíes?               | 2010 | Sobre el machismo histórico y contemporáneo, especialmente presente en la religión; del antisemitismo en Europa y el mundo árabe; discriminaciones a judíos, masones, cristianos, musulmanes, laicos y rumanos, y entre italianos, europeos, inmigrantes, israelitas y palestinos. |
| «Distintas formas de racismo»      | Subjuntivos y actos de violencia                       | 2010 | Sobre el machismo histórico y contemporáneo, especialmente presente en la religión; del antisemitismo en Europa y el mundo árabe; discriminaciones a judíos, masones, cristianos, musulmanes, laicos y rumanos, y entre italianos, europeos, inmigrantes, israelitas y palestinos. |
| «Distintas formas de racismo»      | Maridos de esposas ignoradas                           | 2010 | Sobre el machismo histórico y contemporáneo, especialmente presente en la religión; del antisemitismo en Europa y el mundo árabe; discriminaciones a judíos, masones, cristianos, musulmanes, laicos y rumanos, y entre italianos, europeos, inmigrantes, israelitas y palestinos. |
| «Distintas formas de racismo»      | El regreso del tío Tom                                 | 2012 | Sobre el machismo histórico y contemporáneo, especialmente presente en la religión; del antisemitismo en Europa y el mundo árabe; discriminaciones a judíos, masones, cristianos, musulmanes, laicos y rumanos, y entre italianos, europeos, inmigrantes, israelitas y palestinos. |
| «Distintas formas de racismo»      | Proust y «los boches»                                  | 2013 | Sobre el machismo histórico y contemporáneo, especialmente presente en la religión; del antisemitismo en Europa y el mundo árabe; discriminaciones a judíos, masones, cristianos, musulmanes, laicos y rumanos, y entre italianos, europeos, inmigrantes, israelitas y palestinos. |
| «Distintas formas de racismo»      | De «Maus» a «Charlie»                                  | 2015 | Sobre el machismo histórico y contemporáneo, especialmente presente en la religión; del antisemitismo en Europa y el mundo árabe; discriminaciones a judíos, masones, cristianos, musulmanes, laicos y rumanos, y entre italianos, europeos, inmigrantes, israelitas y palestinos. |
| «Del odio y la muerte»             | Del odio y el amor                                     | 2011 | Del amor como acto individual y el odio como acto colectivo. Del distanciamiento de la muerte en la actualidad. Sobre la felicidad personal en perjuicio de la ajena. |
| «Del odio y la muerte»             | ¿Dónde ha ido la muerte?                               | 2012 | Del amor como acto individual y el odio como acto colectivo. Del distanciamiento de la muerte en la actualidad. Sobre la felicidad personal en perjuicio de la ajena. |
| «Del odio y la muerte»             | El derecho a la felicidad                              | 2014 | Del amor como acto individual y el odio como acto colectivo. Del distanciamiento de la muerte en la actualidad. Sobre la felicidad personal en perjuicio de la ajena. |
| «Del odio y la muerte»             | Nuestro París                                          | 2015 | Del amor como acto individual y el odio como acto colectivo. Del distanciamiento de la muerte en la actualidad. Sobre la felicidad personal en perjuicio de la ajena. |
| «Entre religión y filosofía»       | Cada vidente ve lo que sabe                            | 2000 | Sobre las raíces judeocristianas en la cultura europea y cómo su fuerza gobierna el discurso de autoridades religiosas y creyentes fundamentalistas, políticos, medios de comunicación, educadores y filósofos. |
| «Entre religión y filosofía»       | Las raíces de Europa                                   | 2003 | Sobre las raíces judeocristianas en la cultura europea y cómo su fuerza gobierna el discurso de autoridades religiosas y creyentes fundamentalistas, políticos, medios de comunicación, educadores y filósofos. |
| «Entre religión y filosofía»       | El loto y la cruz                                      | 2005 | Sobre las raíces judeocristianas en la cultura europea y cómo su fuerza gobierna el discurso de autoridades religiosas y creyentes fundamentalistas, políticos, medios de comunicación, educadores y filósofos. |
| «Entre religión y filosofía»       | ¿Relativismo?                                          | 2005 | Sobre las raíces judeocristianas en la cultura europea y cómo su fuerza gobierna el discurso de autoridades religiosas y creyentes fundamentalistas, políticos, medios de comunicación, educadores y filósofos. |
| «Entre religión y filosofía»       | El azar y el diseño inteligente                        | 2005 | Sobre las raíces judeocristianas en la cultura europea y cómo su fuerza gobierna el discurso de autoridades religiosas y creyentes fundamentalistas, políticos, medios de comunicación, educadores y filósofos. |
| «Entre religión y filosofía»       | El reno y el camello                                   | 2006 | Sobre las raíces judeocristianas en la cultura europea y cómo su fuerza gobierna el discurso de autoridades religiosas y creyentes fundamentalistas, políticos, medios de comunicación, educadores y filósofos. |
| «Entre religión y filosofía»       | Esta boca no es mía...                                 | 2006 | Sobre las raíces judeocristianas en la cultura europea y cómo su fuerza gobierna el discurso de autoridades religiosas y creyentes fundamentalistas, políticos, medios de comunicación, educadores y filósofos. |
| «Entre religión y filosofía»       | Idolatría e iconoclasia ligera                         | 2007 | Sobre las raíces judeocristianas en la cultura europea y cómo su fuerza gobierna el discurso de autoridades religiosas y creyentes fundamentalistas, políticos, medios de comunicación, educadores y filósofos. |
| «Entre religión y filosofía»       | La cocaína del pueblo                                  | 2007 | Sobre las raíces judeocristianas en la cultura europea y cómo su fuerza gobierna el discurso de autoridades religiosas y creyentes fundamentalistas, políticos, medios de comunicación, educadores y filósofos. |
| «Entre religión y filosofía»       | Dioses de América                                      | 2008 | Sobre las raíces judeocristianas en la cultura europea y cómo su fuerza gobierna el discurso de autoridades religiosas y creyentes fundamentalistas, políticos, medios de comunicación, educadores y filósofos. |
| «Entre religión y filosofía»       | Reliquias para el Año Nuevo                            | 2009 | Sobre las raíces judeocristianas en la cultura europea y cómo su fuerza gobierna el discurso de autoridades religiosas y creyentes fundamentalistas, políticos, medios de comunicación, educadores y filósofos. |
| «Entre religión y filosofía»       | El crucifijo, símbolo casi laico                       | 2009 | Sobre las raíces judeocristianas en la cultura europea y cómo su fuerza gobierna el discurso de autoridades religiosas y creyentes fundamentalistas, políticos, medios de comunicación, educadores y filósofos. |
| «Entre religión y filosofía»       | Los Reyes Magos, esos desconocidos                     | 2009 | Sobre las raíces judeocristianas en la cultura europea y cómo su fuerza gobierna el discurso de autoridades religiosas y creyentes fundamentalistas, políticos, medios de comunicación, educadores y filósofos. |
| «Entre religión y filosofía»       | ¡Hipatitis!                                            | 2010 | Sobre las raíces judeocristianas en la cultura europea y cómo su fuerza gobierna el discurso de autoridades religiosas y creyentes fundamentalistas, políticos, medios de comunicación, educadores y filósofos. |
| «Entre religión y filosofía»       | Halloween, el relativismo y los celtas                 | 2011 | Sobre las raíces judeocristianas en la cultura europea y cómo su fuerza gobierna el discurso de autoridades religiosas y creyentes fundamentalistas, políticos, medios de comunicación, educadores y filósofos. |
| «Entre religión y filosofía»       | Maldita filosofía                                      | 2011 | Sobre las raíces judeocristianas en la cultura europea y cómo su fuerza gobierna el discurso de autoridades religiosas y creyentes fundamentalistas, políticos, medios de comunicación, educadores y filósofos. |
| «Entre religión y filosofía»       | Evasión fiscal y compensación oculta                   | 2012 | Sobre las raíces judeocristianas en la cultura europea y cómo su fuerza gobierna el discurso de autoridades religiosas y creyentes fundamentalistas, políticos, medios de comunicación, educadores y filósofos. |
| «Entre religión y filosofía»       | El sagrado experimento                                 | 2013 | Sobre las raíces judeocristianas en la cultura europea y cómo su fuerza gobierna el discurso de autoridades religiosas y creyentes fundamentalistas, políticos, medios de comunicación, educadores y filósofos. |
| «Entre religión y filosofía»       | Monoteísmos y politeísmos                              | 2014 | Sobre las raíces judeocristianas en la cultura europea y cómo su fuerza gobierna el discurso de autoridades religiosas y creyentes fundamentalistas, políticos, medios de comunicación, educadores y filósofos. |
| «La buena educación»               | ¿A quién se cita más?                                  | 2003 | Sobre la educación actual frente a la de su juventud, que por diversos factores tales como pruebas más fáciles o el fomento de la lectura veloz, ha generado imprecisiones en el habla de los periodistas y una involución en la caligrafía. No obstante lo anterior, reconoce la complejidad de medir la calidad académica, y que en la Italia actual existe una élite intelectual mayor a la esperada.                                                          |
| «La buena educación»               | Cuando decir es hacer                                  | 2004 | Sobre la educación actual frente a la de su juventud, que por diversos factores tales como pruebas más fáciles o el fomento de la lectura veloz, ha generado imprecisiones en el habla de los periodistas y una involución en la caligrafía. No obstante lo anterior, reconoce la complejidad de medir la calidad académica, y que en la Italia actual existe una élite intelectual mayor a la esperada.                                                          |
| «La buena educación»               | Pensamientos en limpio                                 | 2009 | Sobre la educación actual frente a la de su juventud, que por diversos factores tales como pruebas más fáciles o el fomento de la lectura veloz, ha generado imprecisiones en el habla de los periodistas y una involución en la caligrafía. No obstante lo anterior, reconoce la complejidad de medir la calidad académica, y que en la Italia actual existe una élite intelectual mayor a la esperada.                                                          |
| «La buena educación»               | ¿Cómo pensaba Gattamelata?                             | 2013 | Sobre la educación actual frente a la de su juventud, que por diversos factores tales como pruebas más fáciles o el fomento de la lectura veloz, ha generado imprecisiones en el habla de los periodistas y una involución en la caligrafía. No obstante lo anterior, reconoce la complejidad de medir la calidad académica, y que en la Italia actual existe una élite intelectual mayor a la esperada.                                                          |
| «La buena educación»               | Mirarse a la cara en el festival                       | 2013 | Sobre la educación actual frente a la de su juventud, que por diversos factores tales como pruebas más fáciles o el fomento de la lectura veloz, ha generado imprecisiones en el habla de los periodistas y una involución en la caligrafía. No obstante lo anterior, reconoce la complejidad de medir la calidad académica, y que en la Italia actual existe una élite intelectual mayor a la esperada.                                                          |
| «La buena educación»               | El placer de la dilación                               | 2014 | Sobre la educación actual frente a la de su juventud, que por diversos factores tales como pruebas más fáciles o el fomento de la lectura veloz, ha generado imprecisiones en el habla de los periodistas y una involución en la caligrafía. No obstante lo anterior, reconoce la complejidad de medir la calidad académica, y que en la Italia actual existe una élite intelectual mayor a la esperada.                                                          |
| «La buena educación»               | ¿Cerramos el bachillerato clásico?                     | 2014 | Sobre la educación actual frente a la de su juventud, que por diversos factores tales como pruebas más fáciles o el fomento de la lectura veloz, ha generado imprecisiones en el habla de los periodistas y una involución en la caligrafía. No obstante lo anterior, reconoce la complejidad de medir la calidad académica, y que en la Italia actual existe una élite intelectual mayor a la esperada.                                                          |
| «De libros y otros temas»          | ¿Harry Potter perjudica a los adultos?                 | 2001 | De la confusión entre realidad y ficción en los malos lectores. De la bibliofilia, la narración, los festschrift, el futurismo; el coleccionismo, conservación y virtudes del libro. Leer a Paolo Di Benedetti, a Verne sobre Salgari, a Renato Giovannoli, obras de Pierre Bayard y Jim Holt; no así a J. D. Salinger. |
| «De libros y otros temas»          | Cómo defenderse de los templarios                      | 2001 | De la confusión entre realidad y ficción en los malos lectores. De la bibliofilia, la narración, los festschrift, el futurismo; el coleccionismo, conservación y virtudes del libro. Leer a Paolo Di Benedetti, a Verne sobre Salgari, a Renato Giovannoli, obras de Pierre Bayard y Jim Holt; no así a J. D. Salinger. |
| «De libros y otros temas»          | La insostenible levedad del viejo de Lambrugo          | 2002 | De la confusión entre realidad y ficción en los malos lectores. De la bibliofilia, la narración, los festschrift, el futurismo; el coleccionismo, conservación y virtudes del libro. Leer a Paolo Di Benedetti, a Verne sobre Salgari, a Renato Giovannoli, obras de Pierre Bayard y Jim Holt; no así a J. D. Salinger. |
| «De libros y otros temas»          | Tocar los libros                                       | 2004 | De la confusión entre realidad y ficción en los malos lectores. De la bibliofilia, la narración, los festschrift, el futurismo; el coleccionismo, conservación y virtudes del libro. Leer a Paolo Di Benedetti, a Verne sobre Salgari, a Renato Giovannoli, obras de Pierre Bayard y Jim Holt; no así a J. D. Salinger. |
| «De libros y otros temas»          | Aquí está el ángulo recto                              | 2005 | De la confusión entre realidad y ficción en los malos lectores. De la bibliofilia, la narración, los festschrift, el futurismo; el coleccionismo, conservación y virtudes del libro. Leer a Paolo Di Benedetti, a Verne sobre Salgari, a Renato Giovannoli, obras de Pierre Bayard y Jim Holt; no así a J. D. Salinger. |
| «De libros y otros temas»          | Viaje al centro de Jules Verne                         | 2005 | De la confusión entre realidad y ficción en los malos lectores. De la bibliofilia, la narración, los festschrift, el futurismo; el coleccionismo, conservación y virtudes del libro. Leer a Paolo Di Benedetti, a Verne sobre Salgari, a Renato Giovannoli, obras de Pierre Bayard y Jim Holt; no así a J. D. Salinger. |
| «De libros y otros temas»          | El espacio en forma de sacacorchos                     | 2007 | De la confusión entre realidad y ficción en los malos lectores. De la bibliofilia, la narración, los festschrift, el futurismo; el coleccionismo, conservación y virtudes del libro. Leer a Paolo Di Benedetti, a Verne sobre Salgari, a Renato Giovannoli, obras de Pierre Bayard y Jim Holt; no así a J. D. Salinger. |
| «De libros y otros temas»          | Sobre un libro no leído                                | 2007 | De la confusión entre realidad y ficción en los malos lectores. De la bibliofilia, la narración, los festschrift, el futurismo; el coleccionismo, conservación y virtudes del libro. Leer a Paolo Di Benedetti, a Verne sobre Salgari, a Renato Giovannoli, obras de Pierre Bayard y Jim Holt; no así a J. D. Salinger. |
| «De libros y otros temas»          | Sobre la caducidad de los soportes                     | 2009 | De la confusión entre realidad y ficción en los malos lectores. De la bibliofilia, la narración, los festschrift, el futurismo; el coleccionismo, conservación y virtudes del libro. Leer a Paolo Di Benedetti, a Verne sobre Salgari, a Renato Giovannoli, obras de Pierre Bayard y Jim Holt; no así a J. D. Salinger. |
| «De libros y otros temas»          | El futurismo no fue una catástrofe                     | 2009 | De la confusión entre realidad y ficción en los malos lectores. De la bibliofilia, la narración, los festschrift, el futurismo; el coleccionismo, conservación y virtudes del libro. Leer a Paolo Di Benedetti, a Verne sobre Salgari, a Renato Giovannoli, obras de Pierre Bayard y Jim Holt; no así a J. D. Salinger. |
| «De libros y otros temas»          | Interrúmpeme si ya te lo sabes                         | 2009 | De la confusión entre realidad y ficción en los malos lectores. De la bibliofilia, la narración, los festschrift, el futurismo; el coleccionismo, conservación y virtudes del libro. Leer a Paolo Di Benedetti, a Verne sobre Salgari, a Renato Giovannoli, obras de Pierre Bayard y Jim Holt; no así a J. D. Salinger. |
| «De libros y otros temas»          | «Festschrift»                                          | 2010 | De la confusión entre realidad y ficción en los malos lectores. De la bibliofilia, la narración, los festschrift, el futurismo; el coleccionismo, conservación y virtudes del libro. Leer a Paolo Di Benedetti, a Verne sobre Salgari, a Renato Giovannoli, obras de Pierre Bayard y Jim Holt; no así a J. D. Salinger. |
| «De libros y otros temas»          | El viejo Holden                                        | 2010 | De la confusión entre realidad y ficción en los malos lectores. De la bibliofilia, la narración, los festschrift, el futurismo; el coleccionismo, conservación y virtudes del libro. Leer a Paolo Di Benedetti, a Verne sobre Salgari, a Renato Giovannoli, obras de Pierre Bayard y Jim Holt; no así a J. D. Salinger. |
| «De libros y otros temas»          | Diablo de un Aristóteles                               | 2010 | De la confusión entre realidad y ficción en los malos lectores. De la bibliofilia, la narración, los festschrift, el futurismo; el coleccionismo, conservación y virtudes del libro. Leer a Paolo Di Benedetti, a Verne sobre Salgari, a Renato Giovannoli, obras de Pierre Bayard y Jim Holt; no así a J. D. Salinger. |
| «De libros y otros temas»          | Montale y los saúcos                                   | 2011 | De la confusión entre realidad y ficción en los malos lectores. De la bibliofilia, la narración, los festschrift, el futurismo; el coleccionismo, conservación y virtudes del libro. Leer a Paolo Di Benedetti, a Verne sobre Salgari, a Renato Giovannoli, obras de Pierre Bayard y Jim Holt; no así a J. D. Salinger. |
| «De libros y otros temas»          | Mentir y fingir                                        | 2011 | De la confusión entre realidad y ficción en los malos lectores. De la bibliofilia, la narración, los festschrift, el futurismo; el coleccionismo, conservación y virtudes del libro. Leer a Paolo Di Benedetti, a Verne sobre Salgari, a Renato Giovannoli, obras de Pierre Bayard y Jim Holt; no así a J. D. Salinger. |
| «De libros y otros temas»          | Credulidad e identificación                            | 2011 | De la confusión entre realidad y ficción en los malos lectores. De la bibliofilia, la narración, los festschrift, el futurismo; el coleccionismo, conservación y virtudes del libro. Leer a Paolo Di Benedetti, a Verne sobre Salgari, a Renato Giovannoli, obras de Pierre Bayard y Jim Holt; no así a J. D. Salinger. |
| «De libros y otros temas»          | Tres parrafitos virtuosos                              | 2012 | De la confusión entre realidad y ficción en los malos lectores. De la bibliofilia, la narración, los festschrift, el futurismo; el coleccionismo, conservación y virtudes del libro. Leer a Paolo Di Benedetti, a Verne sobre Salgari, a Renato Giovannoli, obras de Pierre Bayard y Jim Holt; no así a J. D. Salinger. |
| «De libros y otros temas»          | ¿Quién teme a los tigres de papel?                     | 2013 | De la confusión entre realidad y ficción en los malos lectores. De la bibliofilia, la narración, los festschrift, el futurismo; el coleccionismo, conservación y virtudes del libro. Leer a Paolo Di Benedetti, a Verne sobre Salgari, a Renato Giovannoli, obras de Pierre Bayard y Jim Holt; no así a J. D. Salinger. |
| «La Cuarta Roma»                   | La caída de la Cuarta Roma                             | 2000 | Diferencias de la primera y cuarta Roma tomando el libro de Gibbon. Sobre Silvio Berlusconi, su populismo mediático y sus problemas de diplomacia, corrupción y escándalos sexuales. Sobre la prensa amarilla y la casta política. |
| «La Cuarta Roma»                   | ¿De verdad es un Gran Comunicador?                     | 2002 | Diferencias de la primera y cuarta Roma tomando el libro de Gibbon. Sobre Silvio Berlusconi, su populismo mediático y sus problemas de diplomacia, corrupción y escándalos sexuales. Sobre la prensa amarilla y la casta política. |
| «La Cuarta Roma»                   | Matar a un pajarito                                    | 2004 | Diferencias de la primera y cuarta Roma tomando el libro de Gibbon. Sobre Silvio Berlusconi, su populismo mediático y sus problemas de diplomacia, corrupción y escándalos sexuales. Sobre la prensa amarilla y la casta política. |
| «La Cuarta Roma»                   | Sobre el régimen de populismo mediático                | 2005 | Diferencias de la primera y cuarta Roma tomando el libro de Gibbon. Sobre Silvio Berlusconi, su populismo mediático y sus problemas de diplomacia, corrupción y escándalos sexuales. Sobre la prensa amarilla y la casta política. |
| «La Cuarta Roma»                   | «My Heart Belongs to Daddy»                            | 2007 | Diferencias de la primera y cuarta Roma tomando el libro de Gibbon. Sobre Silvio Berlusconi, su populismo mediático y sus problemas de diplomacia, corrupción y escándalos sexuales. Sobre la prensa amarilla y la casta política. |
| «La Cuarta Roma»                   | «¿Racista yo? ¡Pero si es él, que es negro!»           | 2008 | Diferencias de la primera y cuarta Roma tomando el libro de Gibbon. Sobre Silvio Berlusconi, su populismo mediático y sus problemas de diplomacia, corrupción y escándalos sexuales. Sobre la prensa amarilla y la casta política. |
| «La Cuarta Roma»                   | Berlusconi y Pistorius                                 | 2009 | Diferencias de la primera y cuarta Roma tomando el libro de Gibbon. Sobre Silvio Berlusconi, su populismo mediático y sus problemas de diplomacia, corrupción y escándalos sexuales. Sobre la prensa amarilla y la casta política. |
| «La Cuarta Roma»                   | El extraño caso del comensal desconocido               | 2010 | Diferencias de la primera y cuarta Roma tomando el libro de Gibbon. Sobre Silvio Berlusconi, su populismo mediático y sus problemas de diplomacia, corrupción y escándalos sexuales. Sobre la prensa amarilla y la casta política. |
| «La Cuarta Roma»                   | Adelante, Critón...                                    | 2011 | Diferencias de la primera y cuarta Roma tomando el libro de Gibbon. Sobre Silvio Berlusconi, su populismo mediático y sus problemas de diplomacia, corrupción y escándalos sexuales. Sobre la prensa amarilla y la casta política. |
| «La Cuarta Roma»                   | La Norma y los Puritanos                               | 2011 | Diferencias de la primera y cuarta Roma tomando el libro de Gibbon. Sobre Silvio Berlusconi, su populismo mediático y sus problemas de diplomacia, corrupción y escándalos sexuales. Sobre la prensa amarilla y la casta política. |
| «La Cuarta Roma»                   | «Cagü»                                                 | 2012 | Diferencias de la primera y cuarta Roma tomando el libro de Gibbon. Sobre Silvio Berlusconi, su populismo mediático y sus problemas de diplomacia, corrupción y escándalos sexuales. Sobre la prensa amarilla y la casta política. |
| «La Cuarta Roma»                   | La casta de los parias                                 | 2012 | Diferencias de la primera y cuarta Roma tomando el libro de Gibbon. Sobre Silvio Berlusconi, su populismo mediático y sus problemas de diplomacia, corrupción y escándalos sexuales. Sobre la prensa amarilla y la casta política. |
| «La Cuarta Roma»                   | Leámonos la Constitución                               | 2012 | Diferencias de la primera y cuarta Roma tomando el libro de Gibbon. Sobre Silvio Berlusconi, su populismo mediático y sus problemas de diplomacia, corrupción y escándalos sexuales. Sobre la prensa amarilla y la casta política. |
| «La Cuarta Roma»                   | «Keep a low profile»                                   | 2013 | Diferencias de la primera y cuarta Roma tomando el libro de Gibbon. Sobre Silvio Berlusconi, su populismo mediático y sus problemas de diplomacia, corrupción y escándalos sexuales. Sobre la prensa amarilla y la casta política. |
| «La Cuarta Roma»                   | Recelen de quienes les juzgan                          | 2013 | Diferencias de la primera y cuarta Roma tomando el libro de Gibbon. Sobre Silvio Berlusconi, su populismo mediático y sus problemas de diplomacia, corrupción y escándalos sexuales. Sobre la prensa amarilla y la casta política. |
| «La Cuarta Roma»                   | Hijo mío, todo esto será tuyo                          | 2013 | Diferencias de la primera y cuarta Roma tomando el libro de Gibbon. Sobre Silvio Berlusconi, su populismo mediático y sus problemas de diplomacia, corrupción y escándalos sexuales. Sobre la prensa amarilla y la casta política. |
| «La Cuarta Roma»                   | Izquierda y poder                                      | 2015 | Diferencias de la primera y cuarta Roma tomando el libro de Gibbon. Sobre Silvio Berlusconi, su populismo mediático y sus problemas de diplomacia, corrupción y escándalos sexuales. Sobre la prensa amarilla y la casta política. |
| «De la estupidez a la locura»      | No, no es la contaminación. Son las impurezas del aire | 2002 | Sobre los bushismos; críticas contra los videntes, fundamentalistas, concursos de belleza, autoridades políticas y de seguridad nacional, medios de prensa y sitios web, artistas sedientos de validación y cerrados a la crítica, la industria farmacéutica y los fetichistas. Sobre las consecuencias socioeconómicas del crecimiento tecnológico, el falso arrepentimiento, los anticiencia, los oxímoros y contradicciones de la enloquecida sociedad actual. |
| «De la estupidez a la locura»      | Cómo enriquecerse con el dolor ajeno                   | 2002 | Sobre los bushismos; críticas contra los videntes, fundamentalistas, concursos de belleza, autoridades políticas y de seguridad nacional, medios de prensa y sitios web, artistas sedientos de validación y cerrados a la crítica, la industria farmacéutica y los fetichistas. Sobre las consecuencias socioeconómicas del crecimiento tecnológico, el falso arrepentimiento, los anticiencia, los oxímoros y contradicciones de la enloquecida sociedad actual. |
| «De la estupidez a la locura»      | Misses, fundamentalistas y leprosos                    | 2002 | Sobre los bushismos; críticas contra los videntes, fundamentalistas, concursos de belleza, autoridades políticas y de seguridad nacional, medios de prensa y sitios web, artistas sedientos de validación y cerrados a la crítica, la industria farmacéutica y los fetichistas. Sobre las consecuencias socioeconómicas del crecimiento tecnológico, el falso arrepentimiento, los anticiencia, los oxímoros y contradicciones de la enloquecida sociedad actual. |
| «De la estupidez a la locura»      | Disparos con acuse de recibo                           | 2002 | Sobre los bushismos; críticas contra los videntes, fundamentalistas, concursos de belleza, autoridades políticas y de seguridad nacional, medios de prensa y sitios web, artistas sedientos de validación y cerrados a la crítica, la industria farmacéutica y los fetichistas. Sobre las consecuencias socioeconómicas del crecimiento tecnológico, el falso arrepentimiento, los anticiencia, los oxímoros y contradicciones de la enloquecida sociedad actual. |
| «De la estupidez a la locura»      | Dennos algún muerto más                                | 2003 | Sobre los bushismos; críticas contra los videntes, fundamentalistas, concursos de belleza, autoridades políticas y de seguridad nacional, medios de prensa y sitios web, artistas sedientos de validación y cerrados a la crítica, la industria farmacéutica y los fetichistas. Sobre las consecuencias socioeconómicas del crecimiento tecnológico, el falso arrepentimiento, los anticiencia, los oxímoros y contradicciones de la enloquecida sociedad actual. |
| «De la estupidez a la locura»      | Con licencia de usted                                  | 2005 | Sobre los bushismos; críticas contra los videntes, fundamentalistas, concursos de belleza, autoridades políticas y de seguridad nacional, medios de prensa y sitios web, artistas sedientos de validación y cerrados a la crítica, la industria farmacéutica y los fetichistas. Sobre las consecuencias socioeconómicas del crecimiento tecnológico, el falso arrepentimiento, los anticiencia, los oxímoros y contradicciones de la enloquecida sociedad actual. |
| «De la estupidez a la locura»      | Los oxímoros conciliadores                             | 2006 | Sobre los bushismos; críticas contra los videntes, fundamentalistas, concursos de belleza, autoridades políticas y de seguridad nacional, medios de prensa y sitios web, artistas sedientos de validación y cerrados a la crítica, la industria farmacéutica y los fetichistas. Sobre las consecuencias socioeconómicas del crecimiento tecnológico, el falso arrepentimiento, los anticiencia, los oxímoros y contradicciones de la enloquecida sociedad actual. |
| «De la estupidez a la locura»      | La humana sed de prefacios                             | 2006 | Sobre los bushismos; críticas contra los videntes, fundamentalistas, concursos de belleza, autoridades políticas y de seguridad nacional, medios de prensa y sitios web, artistas sedientos de validación y cerrados a la crítica, la industria farmacéutica y los fetichistas. Sobre las consecuencias socioeconómicas del crecimiento tecnológico, el falso arrepentimiento, los anticiencia, los oxímoros y contradicciones de la enloquecida sociedad actual. |
| «De la estupidez a la locura»      | Un no compañero que se equivoca                        | 2008 | Sobre los bushismos; críticas contra los videntes, fundamentalistas, concursos de belleza, autoridades políticas y de seguridad nacional, medios de prensa y sitios web, artistas sedientos de validación y cerrados a la crítica, la industria farmacéutica y los fetichistas. Sobre las consecuencias socioeconómicas del crecimiento tecnológico, el falso arrepentimiento, los anticiencia, los oxímoros y contradicciones de la enloquecida sociedad actual. |
| «De la estupidez a la locura»      | Bailarrín rruso                                        | 2008 | Sobre los bushismos; críticas contra los videntes, fundamentalistas, concursos de belleza, autoridades políticas y de seguridad nacional, medios de prensa y sitios web, artistas sedientos de validación y cerrados a la crítica, la industria farmacéutica y los fetichistas. Sobre las consecuencias socioeconómicas del crecimiento tecnológico, el falso arrepentimiento, los anticiencia, los oxímoros y contradicciones de la enloquecida sociedad actual. |
| «De la estupidez a la locura»      | Pedir perdón                                           | 2008 | Sobre los bushismos; críticas contra los videntes, fundamentalistas, concursos de belleza, autoridades políticas y de seguridad nacional, medios de prensa y sitios web, artistas sedientos de validación y cerrados a la crítica, la industria farmacéutica y los fetichistas. Sobre las consecuencias socioeconómicas del crecimiento tecnológico, el falso arrepentimiento, los anticiencia, los oxímoros y contradicciones de la enloquecida sociedad actual. |
| «De la estupidez a la locura»      | A algunos les da vueltas el Sol                        | 2010 | Sobre los bushismos; críticas contra los videntes, fundamentalistas, concursos de belleza, autoridades políticas y de seguridad nacional, medios de prensa y sitios web, artistas sedientos de validación y cerrados a la crítica, la industria farmacéutica y los fetichistas. Sobre las consecuencias socioeconómicas del crecimiento tecnológico, el falso arrepentimiento, los anticiencia, los oxímoros y contradicciones de la enloquecida sociedad actual. |
| «De la estupidez a la locura»      | Lo que no se debe hacer                                | 2012 | Sobre los bushismos; críticas contra los videntes, fundamentalistas, concursos de belleza, autoridades políticas y de seguridad nacional, medios de prensa y sitios web, artistas sedientos de validación y cerrados a la crítica, la industria farmacéutica y los fetichistas. Sobre las consecuencias socioeconómicas del crecimiento tecnológico, el falso arrepentimiento, los anticiencia, los oxímoros y contradicciones de la enloquecida sociedad actual. |
| «De la estupidez a la locura»      | El prodigioso Mortalc                                  | 2012 | Sobre los bushismos; críticas contra los videntes, fundamentalistas, concursos de belleza, autoridades políticas y de seguridad nacional, medios de prensa y sitios web, artistas sedientos de validación y cerrados a la crítica, la industria farmacéutica y los fetichistas. Sobre las consecuencias socioeconómicas del crecimiento tecnológico, el falso arrepentimiento, los anticiencia, los oxímoros y contradicciones de la enloquecida sociedad actual. |
| «De la estupidez a la locura»      | Joyce y el Maserati                                    | 2014 | Sobre los bushismos; críticas contra los videntes, fundamentalistas, concursos de belleza, autoridades políticas y de seguridad nacional, medios de prensa y sitios web, artistas sedientos de validación y cerrados a la crítica, la industria farmacéutica y los fetichistas. Sobre las consecuencias socioeconómicas del crecimiento tecnológico, el falso arrepentimiento, los anticiencia, los oxímoros y contradicciones de la enloquecida sociedad actual. |
| «De la estupidez a la locura»      | Napoleón nunca existió                                 | 2014 | Sobre los bushismos; críticas contra los videntes, fundamentalistas, concursos de belleza, autoridades políticas y de seguridad nacional, medios de prensa y sitios web, artistas sedientos de validación y cerrados a la crítica, la industria farmacéutica y los fetichistas. Sobre las consecuencias socioeconómicas del crecimiento tecnológico, el falso arrepentimiento, los anticiencia, los oxímoros y contradicciones de la enloquecida sociedad actual. |
| «De la estupidez a la locura»      | ¿Estamos todos locos?                                  | 2015 | Sobre los bushismos; críticas contra los videntes, fundamentalistas, concursos de belleza, autoridades políticas y de seguridad nacional, medios de prensa y sitios web, artistas sedientos de validación y cerrados a la crítica, la industria farmacéutica y los fetichistas. Sobre las consecuencias socioeconómicas del crecimiento tecnológico, el falso arrepentimiento, los anticiencia, los oxímoros y contradicciones de la enloquecida sociedad actual. |
| «De la estupidez a la locura»      | Los necios y la prensa responsable                     | 2015 | Sobre los bushismos; críticas contra los videntes, fundamentalistas, concursos de belleza, autoridades políticas y de seguridad nacional, medios de prensa y sitios web, artistas sedientos de validación y cerrados a la crítica, la industria farmacéutica y los fetichistas. Sobre las consecuencias socioeconómicas del crecimiento tecnológico, el falso arrepentimiento, los anticiencia, los oxímoros y contradicciones de la enloquecida sociedad actual. |

## Recepción
La primera edición del libro, aparecida en la editorial italiana La nave di Teseo, vendió en su primer día 35 000 ejemplares.